# 田端正広
田端 正広（たばた まさひろ、1940年〈昭和15年〉1月4日 - 2025年〈令和7年〉1月5日）は、日本の政治家。元衆議院議員（5期）。

## 略歴
和歌山県和歌山市生まれ。大阪府立三国丘高等学校、同志社大学経済学部卒業後、公明新聞に入社。1986年の第14回参議院議員通常選挙では比例区から公明党名簿第14位に登載され立候補したが、この時には落選している。
1993年の第40回衆議院議員総選挙で公明党の公認候補として旧大阪1区（定数3）から立候補し、同区でトップ当選。小選挙区比例代表並立制が導入された1996年の第41回衆議院議員総選挙以降は大阪3区から新進党公認で立候補し、2期連続当選を果たした。その後は新進党の解党により新党平和を経て、再結成された公明党と所属政党を変えつつも、連続当選した。しかし5期目を目指した2009年の第45回衆議院議員総選挙では、民主党が擁立した中島正純に敗れ、この選挙区では公明党公認の小選挙区候補者は党方針により比例区に重複立候補していなかったこともあり、議席を失った。
2011年10月に高齢のため、政界からの引退を表明した。大阪3区の後継候補として、比例近畿ブロック選出で中選挙区時代には旧大阪6区選出だった佐藤茂樹の擁立が決定した。
2025年1月5日20時頃、肺炎のため大阪市内の自宅で死去した。85歳没。

## 政策・主張
- 健康増進法を努力規定ではなく義務規定として、受動喫煙防止を徹底することに反対[3]。

## 主な所属議員連盟
- 北京オリンピックを支援する議員の会（幹事）
- 恒久平和のために真相究明法の成立を目指す議員連盟

## 著書
- 単著
  - 「循環型社会 - いま、地球のためにできること」 ヒューマンドキュメント社 2002年 ISBN 978-4434003042
- 編著
  - 谷津義男・田端正広 「自然再生推進法と自然再生事業」 ぎょうせい 2004年 ISBN 978-4324073537